# Calhypnorna saperdiformis
Calhypnorna saperdiformis är en kackerlacksart som först beskrevs av Walker, F. 1868.  Calhypnorna saperdiformis ingår i släktet Calhypnorna och familjen småkackerlackor. Inga underarter finns listade.